# Faculté de théologie protestante et des sciences des religions de Ndoungué
 (août 2022).
La faculté de théologie protestante et des sciences des religions de Ndoungué est un établissement universitaire de formation en théologie rattaché à l'Université évangélique du Cameroun, établi dans le département du Moungo au Cameroun. Jadis appelée Séminaire de Ndoungué, puis Institut Protestant de Théologie, l'établissement a formé une bonne partie des pasteurs camerounais dès avant l'indépendance. 

## Présentation
La faculté située à Ndoungué fait partie des champs d’évangélisation de la Mission de Bâle au Cameroun. La localité est située dans l’Ouest du Cameroun en pays bamiléké. Le christianisme y est développé par la Mission de Bâle puis par la Société des Missions Évangéliques de Paris.
D'abord séminaire, l'établissement est devenu l’institut supérieur de théologie de Ndoungué puis la faculté de théologie protestante et des sciences de religions. Il est rattaché à l’université évangélique du Cameroun,.

### Situation géographique
Le site présente une géographie particulière avec des reliefs montagneux, températures fraiches et terres fertiles. Il se trouve à proximité de la riche campagne du Moungo, siège des grandes concessions agricoles coloniales allemandes et non loin de Nkongsamba, le chef-lieu, relié à Douala par la ligne de chemin de fer reliant Douala à Nkongsamba depuis 1911.
Plusieurs conditions climatologiques expliquent le choix de Ndoungué. Il s'agit d'une région couverte de brouillards. La région est encadrée par le flanc est du mont Manengoumba, entre le mont Koupé au sud, le Manengoumba à l’ouest, le Nlonako à l’est. Située à 750 km d’altitude, il s'agit d'une position idéale pour y ériger un sanatorium pour les missionnaires des zones chaudes du sud  notamment celles de Douala, Yaoundé et Gabon.
Ndoungué est une zone de relai, passage obligé à destination du Cameroun britannique. Les missionnaires français choisissent dès lors ce site comme base de l’œuvre missionnaire protestante dans les terres.

### Histoire
Ndoungué est un des derniers lieux d’évangélisation créés par la mission de Bâle sur le littoral. Au départ, l'établissement est de dimensions modestes. La station deviendra un haut lieu du protestantisme évangélique français au Cameroun. Ndoungué est aussi un lieu d'immigration depuis le temps du protectorat allemand. Ndoungué est découverte par les colons allemands durant la période de conquête des terres hostiles et réfractaires des Grassfields en 1900. Des vagues de populations venant des grassfields de l’ouest et du nord ouest y viennent pour travailler comme manœuvres, et ensuite s'installent en acquérant un lopin de terre à valoriser. Gottlieb Spellenberg (missionnaire) et Mueller (Colonel), ayant visité Ndoungué (le "pays Elong") rapportent depuis Nyassosso, peu avant la première guerre mondiale et avant leur évictions du Cameroun, que la terre est propice à l’ouverture de la station. 
La Société des Missions Évangéliques de Paris construit cette station et en fait un haut lieu de son ouvrage sanitaire et éducatif, après son entrée au Cameroun des suites de la Première Guerre mondiale. Le pasteur Henri Nicod, chef de station de nationalité suisse, né en 1897 a été missionnaire de la Société des Missions évangéliques de Paris au Cameroun de 1921 à 1951. Il est l 'auteur de plusieurs ouvrages. 
La ville de Ndoungué est composée des villages de Ntolo et Bang. La population est composée de plusieurs groupes ethniques, les bamilékés, dont les principales activités économiques sont agricoles et commerciales, ainsi que les populations bantou originaires de la région.
En 1944, le Séminaire de Ndoungué est érigé.
Une importante infrastructure missionnaire est d'abord construite. Elle est, jusqu’en 1953, la plus complète des stations missionnaires françaises au Cameroun. La station abrite un dispensaire, une imprimerie, un centre d’apprentissage spécialisé dans le bois et la mécanique, une ferme-école de 230 ha. de terrain dont dispose la station, un groupe scolaire primaire de 13 classes (environ 600 élèves), un internat des filles à Ntolo, l'École professionnelle (CETI). L'école biblique est ouverte en 1922, et accueille 35 élèves pour la formation des ouvriers de l’Église, une École de théologie (19 étudiants), l’École Normale, la librairie, le Foyer de jeunesse européenne et indigène. C’était une école semblable a l'Ecole supérieure de Yaoundé qui devait former les instituteurs moniteurs et les catéchistes.
Après la deuxième année de tronc commun, les meilleurs élèves entraient clans la Section normale pour devenir des enseignants dans Ies écoIes primaires, et les moins brillants passaient a la Section biblique pour devenir des catéchistes.

## Activités et publications
La faculté de théologie de Ndoungué travaille en partenariat avec le Défap qui est le service missionnaire de trois unions d'Églises protestantes françaises. Le travail de recherche porte sur les questions d’éthique chrétienne en lien avec la corruption qui sévit dans la société civile, ainsi que sur la place des femmes dans l’Église évangélique du Cameroun. Le travail se concrétise par l'organisation de colloques et des séminaires.

## Personnalités évoquant l'établissement
- Thomas Ekollo, dans son mémoire autobiographique dont le titre est "Mémoire d'un pasteur camerounais", le pasteur consacre un chapitre entier à sa formation et à la vie au séminaire de Ndoungué[8].
- Dans Dynamique de transculturation du christianisme : l'expérience du missionnaire protestant Jean-René Brutsch au Cameroun (1946-1960), Nadeige Laure Ngo Nlend, évoque et retrace l'histoire et l'impact de l'établissement sur la vie de la religion protestante au Cameroun[9].
- Les recherches pour la thèse sont effectuées en partie au séminaire de Ndoungué[1].
- Kong Robert est un ancien élève du séminaire.
- Jacob van Slageren enseigne à l’école pastorale de Ndoungué en 1974 après avoir œuvré pendant dix ans au Cameroun au nom de la Mission de l’Église réformée des Pays-Bas. Il est auteur d'une thèse de doctorat et d'un ouvrage sur l'histoire du christianisme au Cameroun[10],[11].